# Llenín

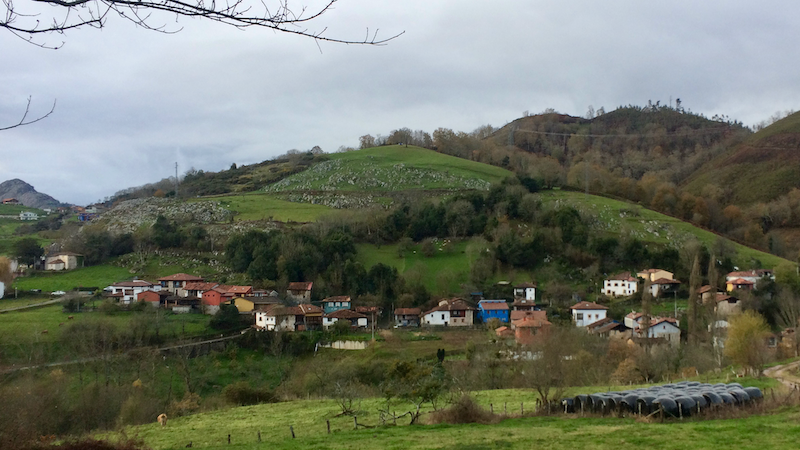

Llenín es un lugar que pertenece a la parroquia de San Martín de Grazanes en el concejo de Cangas de Onís (Principado de Asturias). Se encuentra a 194 m s. n. m. y está situada a 11 km de la capital del concejo, la ciudad de Cangas de Onís. 

## Población
En 2020 contaba con una población de 37 habitantes (INE, 2020) repartidos en un total de 55 viviendas (INE, 2010).